# (3319) Kibi
(3319) Kibi (1980 TU14; 1979 OM1; 1977 EJ5; 1974 TH; 1974 SP2; 1965 AE1) ist ein ungefähr knapp 19 Kilometer großer Asteroid des äußeren Hauptgürtels, der am 12. März 1977 von den japanischen Astronomen Hiroki Kōsai und Kiichirō Furukawa am Kiso-Observatorium am Berg Ontake-san in Kiso-machi im Landkreis Kiso-gun, Präfektur Nagano in Japan (IAU-Code 381) entdeckt wurde. Er gehört zur Hygiea-Familie, einer Gruppe von Asteroiden, die nach (10) Hygiea benannt ist. Die Bahnelemente von (3319) Kibi ähneln sich mit denen der Asteroiden (199) Byblis, (227) Philosophia und (252) Clementina.

## Benennung
(3319) Kibi wurde nach der ehemaligen Provinz Kibi benannt, die aus dem Königreich Kibi hervorging. Teile der Provinz Kibi gehören zur heutigen Präfektur Okayama, nach der der Asteroid (2084) Okayama benannt ist. Einer der Entdecker, Hiroki Kōsai, wuchs dort auf.